# Sepp Lichtenegger
Josef „Sepp“ Lichtenegger (ur. 13 listopada 1937 w Goisern) – austriacki skoczek narciarski, drugi zawodnik 15. edycji Turnieju Czterech Skoczni, medalista mistrzostw Austrii.
Dwukrotnie brał udział w igrzyskach olimpijskich. Jego największym sukcesem jest zajęcie drugiego miejsca w klasyfikacji generalnej 15. Turnieju Czterech Skoczni (5. miejsce w Oberstdorfie, 16. miejsce w Garmisch-Partenkirchen, 3. miejsce w Innsbrucku i 3. miejsce w Bischofshofen). W 17. Turnieju Czterech Skoczni zajął 12. miejsce.